# アメリカン・ガレージ
『アメリカン・ガレージ』（American Garage）は、1980年に発表された、パット・メセニー・グループのアルバムおよびそのタイトル・トラック。

## トラック・リスト
| 全作曲: ライル・メイズとパット・メセニー。 |                                                        |       |                                    |       |
| #                                          | タイトル                                               | 作詞  | 作曲・編曲                         | 時間  |
| 1.                                         | 「クロス・ザ・ハートランド - "(Cross the) Heartland"」 |       | ライル・メイズ と パット・メセニー | 6:55  |
| 2.                                         | 「エアー・ストリーム - "Airstream"」                   |       | ライル・メイズ と パット・メセニー | 6:20  |
| 3.                                         | 「ザ・サーチ - "The Search"」                          |       | ライル・メイズ と パット・メセニー | 4:54  |
| 4.                                         | 「アメリカン・ガレージ - "American Garage"」           |       | ライル・メイズ と パット・メセニー | 4:13  |
| 5.                                         | 「ジ・エピック - "The Epic"」                          |       | ライル・メイズ と パット・メセニー | 12:59 |
| 合計時間:                                  | 合計時間:                                              | 35:21 |                                    |       |

## 参加ミュージシャン
- パット・メセニー (Pat Metheny) - ギター、12弦ギター、ベース・ギター
- ライル・メイズ (Lyle Mays) - ピアノ、キーボード、オルガン、オーバーハイム、オートハープ
- マーク・イーガン (Mark Egan) - ベース・ギター
- ダニー・ゴットリーブ (Danny Gottlieb) - ドラムス

## チャート
アルバム - ビルボード
| 年   | チャート         | 順位 |
| ---- | ---------------- | ---- |
| 1980 | ジャズ・アルバム | 1位  |
| 1980 | ポップ・アルバム | 53位 |